# Campeonato Europeu de Voleibol Feminino de 2021
O Campeonato Europeu de Voleibol Feminino de 2021 foi a 32ª edição deste torneio bianual que reúne as principais seleções europeias de voleibol feminino. A Confederação Europeia de Voleibol (CEV) foi a responsável pela organização do campeonato. A Itália conquistou seu terceiro título continental e a oposta Paola Egonu foi eleita pela primeira vez a MPV do torneio.

## Sedes
| Grupo A, Fase final                  | Grupo A, Fase final                  | Belgrado    | Belgrado    |
| ------------------------------------ | ------------------------------------ | ----------- | ----------- |
| Belgrado, Sérvia                     |                                      | Belgrado    | Belgrado    |
| Belgrade Arena                       |                                      | Belgrado    | Belgrado    |
| Capacidade: 18,386                   |                                      | Belgrado    | Belgrado    |
|                                      |                                      | Belgrado    | Belgrado    |
| Grupo B, Oitavas e Quartas de finais | Grupo B, Oitavas e Quartas de finais | Plovdiv     | Plovdiv     |
| Plovdiv, Bulgária                    |                                      | Plovdiv     | Plovdiv     |
| Kolodruma                            |                                      | Plovdiv     | Plovdiv     |
| Capacidade: 6,100                    |                                      | Plovdiv     | Plovdiv     |
|                                      |                                      | Plovdiv     | Plovdiv     |
| Grupo C                              | Grupo C                              | Zadar       | Zadar       |
| Zadar, Croácia                       |                                      | Zadar       | Zadar       |
| Krešimir Ćosić Hall                  |                                      | Zadar       | Zadar       |
| Capacidade: 8,500                    |                                      | Zadar       | Zadar       |
|                                      |                                      | Zadar       | Zadar       |
| Grupo D                              | Grupo D                              | Cluj-Napoca | Cluj-Napoca |
| Cluj-Napoca, Romênia                 |                                      | Cluj-Napoca | Cluj-Napoca |
| BTarena                              |                                      | Cluj-Napoca | Cluj-Napoca |
| Capacidade: 10,000                   |                                      | Cluj-Napoca | Cluj-Napoca |
|                                      |                                      | Cluj-Napoca | Cluj-Napoca |

## Fase de grupos
|  | Qualificado para as Oitavas de Final |

### Grupo A
|     |                      |     | Jogos | Jogos | Jogos | Sets | Sets | Sets  | Pontos | Pontos | Pontos |
| Pos | Equipe               | Pts | T     | V     | D     | V    | P    | R     | V      | P      | R      |
| --- | -------------------- | --- | ----- | ----- | ----- | ---- | ---- | ----- | ------ | ------ | ------ |
| 1   | Sérvia               | 14  | 5     | 5     | 0     | 15   | 2    | 7.500 | 405    | 307    | 1.319  |
| 2   | Rússia               | 11  | 5     | 3     | 2     | 13   | 7    | 1.857 | 443    | 399    | 1.110  |
| 3   | França               | 9   | 4     | 3     | 1     | 10   | 8    | 1.250 | 392    | 386    | 1.016  |
| 4   | Bélgica              | 8   | 5     | 3     | 2     | 10   | 8    | 1.250 | 418    | 374    | 1.118  |
| 5   | Bósnia e Herzegovina | 3   | 5     | 1     | 4     | 3    | 12   | 0.250 | 283    | 355    | 0.797  |
| 6   | Azerbaijão           | 0   | 5     | 0     | 5     | 1    | 15   | 0.067 | 282    | 402    | 0.701  |

| Data   | Hora  |                      | Placar |                      | Set 1 | Set 2 | Set 3 | Set 4 | Set 5 | Total   | Relatório |
| ------ | ----- | -------------------- | ------ | -------------------- | ----- | ----- | ----- | ----- | ----- | ------- | --------- |
| 19 ago | 17:00 | Sérvia               | 3–0    | Bósnia e Herzegovina | 25–11 | 25–18 | 25–14 |       |       | 75–43   | 75–43     |
| 20 ago | 17:00 | Azerbaijão           | 0–3    | ' Bélgica'           | 13–25 | 24–26 | 13–25 |       |       | 50–76   | 50-76     |
| 20 ago | 20:00 | Rússia               | 3–1    | França               | 25–19 | 14–25 | 25–20 | 25–18 |       | 89–82   | 89-82     |
| 21 ago | 18:00 | Azerbaijão           | 0–3    | Bósnia e Herzegovina | 14–25 | 23–25 | 17–25 |       |       | 54–75   | 54–75     |
| 21 ago | 21:00 | França               | 0–3    | Sérvia               | 14–25 | 13–25 | 16–25 |       |       | 43–75   | 43–75     |
| 22 ago | 17:00 | Rússia               | 3–0    | Azerbaijão           | 25–16 | 25–17 | 25–13 |       |       | 75–46   | 75–46     |
| 22 ago | 20:00 | Sérvia               | 3–0    | Bélgica              | 25–21 | 25–21 | 25–21 |       |       | 75–63   | 75–63     |
| 23 ago | 17:00 | Bélgica              | 3–2    | Rússia               | 29–31 | 21–25 | 25–13 | 25–22 | 15–11 | 115–102 | 115-103   |
| 23 ago | 20:00 | Bósnia e Herzegovina | 0–3    | ' França'            | 19–25 | 14–25 | 24–26 |       |       | 57–76   | 57-76     |
| 24 ago | 17:00 | Bósnia e Herzegovina | 0–3    | ' Bélgica'           | 23–25 | 19–25 | 15–25 |       |       | 57–75   | 57–75     |
| 24 ago | 20:00 | Azerbaijão           | 0–3    | Sérvia               | 17–25 | 20–25 | 19–25 |       |       | 56–75   | 56-75     |
| 25 ago | 17:00 | França               | 3–1    | Azerbaijão           | 25–19 | 26–28 | 25–11 | 25–18 |       | 101–76  | 111–76    |
| 25 ago | 20:00 | Sérvia               | 3–2    | Rússia               | 25–22 | 25–19 | 16–25 | 24–26 | 15–10 | 105–102 | 105-102   |
| 26 ago | 17:00 | Rússia               | 3–0    | Bósnia e Herzegovina | 25–12 | 25–20 | 25–19 |       |       | 75–51   | 75-51     |
| 26 ago | 20:00 | Bélgica              | 1–3    | ' França'            | 25–27 | 25–13 | 19–25 | 20–25 |       | 89–90   | 89–90     |

### Grupo B
Os horários obedecem ao Horário de Verão do Leste Europeu (UTC+3)
|     |          |     | Jogos | Jogos | Jogos | Sets | Sets | Sets  | Pontos | Pontos | Pontos |
| Pos | Equipe   | Pts | T     | V     | D     | V    | P    | R     | V      | P      | R      |
| --- | -------- | --- | ----- | ----- | ----- | ---- | ---- | ----- | ------ | ------ | ------ |
| 1   | Bulgária | 13  | 5     | 4     | 1     | 14   | 4    | 3.500 | 423    | 350    | 1.209  |
| 2   | Polônia  | 12  | 5     | 4     | 1     | 13   | 5    | 2.600 | 433    | 355    | 1.220  |
| 3   | Alemanha | 11  | 5     | 4     | 1     | 13   | 6    | 2.167 | 434    | 404    | 1.074  |
| 4   | Chéquia  | 6   | 5     | 2     | 3     | 8    | 10   | 0.800 | 402    | 418    | 0.962  |
| 5   | Espanha  | 2   | 5     | 1     | 4     | 4    | 14   | 0.286 | 339    | 424    | 0.800  |
| 6   | Grécia   | 1   | 5     | 0     | 5     | 2    | 15   | 0.133 | 335    | 415    | 0.807  |

| Data   | Hora  |              | Placar |             | Set 1 | Set 2 | Set 3 | Set 4 | Set 5 | Total   | Relatório |
| ------ | ----- | ------------ | ------ | ----------- | ----- | ----- | ----- | ----- | ----- | ------- | --------- |
| 18 ago | 20:30 | ' Bulgária ' | 3–0    | Grécia      | 25–20 | 25–15 | 25–19 |       |       | 75–54   | 75–54     |
| 19 ago | 17:30 | Espanha      | 1–3    | ' Chéquia'  | 25–22 | 20–25 | 22–25 | 20–25 |       | 87–97   | 87–97     |
| 19 ago | 20:30 | Alemanha     | 1–3    | ' Polônia'  | 22–25 | 25–23 | 21–25 | 22–25 |       | 90–98   | 90–98     |
| 20 ago | 17:30 | Chéquia      | 1–3    | ' Alemanha' | 23–25 | 25–20 | 23–25 | 21–25 |       | 92–95   | 92–95     |
| 20 ago | 20:30 | Grécia       | 0–3    | ' Polônia'  | 16–25 | 20–25 | 19–25 |       |       | 55–75   | 55–75     |
| 21 ago | 17:30 | Chéquia      | 1–3    | ' Polônia'  | 25–20 | 15–25 | 21–25 | 18–25 |       | 79–95   | 79–95     |
| 21 ago | 20:30 | ' Bulgária ' | 3–0    | Espanha     | 25–12 | 25–19 | 25–21 |       |       | 75–52   | 75–52     |
| 22 ago | 16:00 | Grécia       | 2–3    | ' Espanha'  | 22–25 | 26–24 | 16–25 | 25–22 | 13–15 | 102–111 | 102–111   |
| 22 ago | 19:00 | ' Alemanha ' | 3–2    | Bulgária    | 25–23 | 16–25 | 25–21 | 18–25 | 15–10 | 99–104  | 99-94     |
| 23 ago | 17:30 | Grécia       | 0–3    | ' Chéquia'  | 24–26 | 26–28 | 15–25 |       |       | 65–79   | 65-79     |
| 23 ago | 20:30 | ' Polônia '  | 3–0    | Espanha     | 25–15 | 25–15 | 25–8  |       |       | 75–38   | 75-38     |
| 24 ago | 17:30 | ' Alemanha ' | 3–0    | Grécia      | 25–20 | 25–17 | 25–22 |       |       | 75–59   | –75-59    |
| 24 ago | 20:30 | ' Bulgária ' | 3–0    | Chéquia     | 26–24 | 25–12 | 25–19 |       |       | 76–55   | 76-55     |
| 25 ago | 17:30 | Espanha      | 0–3    | ' Alemanha' | 13–25 | 17–25 | 21–25 |       |       | 51–75   | 51–75     |
| 25 ago | 20:30 | ' Bulgária ' | 3–1    | Polônia     | 18–25 | 25–21 | 25–21 | 25–23 |       | 93–90   | 93-90     |

### Grupo C
Os horários obedecem ao Horário de Verão do Leste Europeu (UTC+3)
|     |              |     | Jogos | Jogos | Jogos | Sets | Sets | Sets   | Pontos | Pontos | Pontos |
| Pos | Equipe       | Pts | T     | V     | D     | V    | P    | R      | V      | P      | R      |
| --- | ------------ | --- | ----- | ----- | ----- | ---- | ---- | ------ | ------ | ------ | ------ |
| 1   | Itália       | 15  | 5     | 5     | 0     | 15   | 1    | 15,000 | 402    | 297    | 1.354  |
| 2   | Croácia      | 12  | 5     | 4     | 1     | 12   | 4    | 3,000  | 373    | 322    | 1.158  |
| 3   | Bielorrússia | 7   | 5     | 3     | 2     | 9    | 10   | 0.900  | 396    | 417    | 0.950  |
| 4   | Hungria      | 5   | 5     | 1     | 4     | 8    | 13   | 0.615  | 439    | 470    | 0.934  |
| 5   | Eslováquia   | 4   | 5     | 1     | 4     | 7    | 13   | 0.538  | 424    | 461    | 0.920  |
| 6   | Suíça        | 2   | 5     | 1     | 4     | 4    | 14   | 0.286  | 367    | 434    | 0.846  |

| Data   | Hora  |                  | Placar |                 | Set 1 | Set 2 | Set 3 | Set 4 | Set 5 | Total   | Relatório |
| ------ | ----- | ---------------- | ------ | --------------- | ----- | ----- | ----- | ----- | ----- | ------- | --------- |
| 19 ago | 17:00 | ' Croácia '      | 3–0    | Suíça           | 25–20 | 25–19 | 25–21 |       |       | 75–60   | 75–60     |
| 20 ago | 17:15 | ' Itália '       | 3–0    | Bielorrússia    | 25–20 | 25–18 | 25–16 |       |       | 75–54   | 75–54     |
| 20 ago | 20:15 | ' Hungria '      | 3–1    | Eslováquia      | 25–20 | 25–23 | 20–25 | 25–18 |       | 95–86   | 95–86     |
| 21 ago | 17:00 | Bielorrússia     | 0–3    | ' Croácia'      | 19–25 | 23–25 | 15–25 |       |       | 57–75   | 57–75     |
| 21 ago | 20:00 | Hungria          | 2–3    | ' Suíça'        | 25–22 | 23–25 | 27–29 | 25–23 | 11–15 | 111–114 | 111–89    |
| 22 ago | 17:00 | ' Croácia '      | 3–0    | Eslováquia      | 25–21 | 25–14 | 25–13 |       |       | 75–48   | 75–48     |
| 22 ago | 20:00 | ' Itália '       | 3–0    | Hungria         | 25–16 | 25–15 | 25–19 |       |       | 75–50   | 75–50     |
| 23 ago | 17:15 | Eslováquia       | 1–3    | ' Itália'       | 19–25 | 18–25 | 27–25 | 17–25 |       | 81–100  | 81–95     |
| 23 ago | 20:15 | Suíça            | 0–3    | ' Bielorrússia' | 23–25 | 15–25 | 15–25 |       |       | 53–75   | 53–75     |
| 24 ago | 17:00 | Hungria          | 1–3    | ' Croácia'      | 19–25 | 25–21 | 17–25 | 21–25 |       | 82–96   | 82–96     |
| 24 ago | 20:00 | Suíça            | 1–3    | ' Eslováquia'   | 25–21 | 14–25 | 19–25 | 22–25 |       | 80–96   | 80–96     |
| 25 ago | 18:00 | ' Bielorrússia ' | 3–2    | Hungria         | 20–25 | 14–25 | 25–16 | 25–23 | 15–12 | 99–101  | 99–101    |
| 25 ago | 21:00 | Croácia          | 0–3    | ' Itália'       | 15–25 | 23–25 | 14–25 |       |       | 52–75   | 52–75     |
| 26 ago | 17:00 | Eslováquia       | 2–3    | ' Bielorrússia' | 25–18 | 25–23 | 23–25 | 28–30 | 12–15 | 113–111 | 113–111   |
| 26 ago | 20:00 | ' Itália '       | 3–0    | Suíça           | 25–17 | 25–18 | 27–25 |       |       | 77–60   | 77–60     |

### Grupo D
Os horários obedecem ao Horário de Verão do Leste Europeu (UTC+3)
|     |               |     | Jogos | Jogos | Jogos | Sets | Sets | Sets   | Pontos | Pontos | Pontos |
| Pos | Equipe        | Pts | T     | V     | D     | V    | P    | R      | V      | P      | R      |
| --- | ------------- | --- | ----- | ----- | ----- | ---- | ---- | ------ | ------ | ------ | ------ |
| 1   | Turquia       | 15  | 5     | 5     | 0     | 15   | 1    | 15,000 | 405    | 298    | 1.359  |
| 2   | Países Baixos | 12  | 5     | 4     | 1     | 12   | 4    | 3,000  | 387    | 288    | 1.344  |
| 3   | Ucrânia       | 9   | 5     | 3     | 2     | 9    | 7    | 1.286  | 359    | 346    | 1.038  |
| 4   | Suécia        | 5   | 5     | 2     | 3     | 6    | 11   | 0.545  | 358    | 393    | 0.911  |
| 5   | Finlândia     | 4   | 5     | 1     | 4     | 6    | 13   | 0.462  | 377    | 450    | 0.838  |
| 6   | Romênia       | 0   | 5     | 0     | 5     | 3    | 15   | 0.200  | 330    | 441    | 0.748  |

| Data   | Hora  |                   | Placar |                  | Set 1 | Set 2 | Set 3 | Set 4 | Set 5 | Total   | Relatório |
| ------ | ----- | ----------------- | ------ | ---------------- | ----- | ----- | ----- | ----- | ----- | ------- | --------- |
| 18 ago | 20:30 | Romênia           | 1–3    | ' Turquia'       | 25–23 | 10–25 | 20–25 | 17–25 |       | 72–98   | 72–98     |
| 19 ago | 16:00 | ' Suécia '        | 3–2    | Finlândia        | 24–26 | 17–25 | 25–19 | 27–25 | 15–13 | 108–108 | 102–108   |
| 19 ago | 19:00 | ' Países Baixos ' | 3–0    | Ucrânia          | 25–17 | 25–12 | 25–22 |       |       | 75–51   | 75–51     |
| 20 ago | 17:30 | Finlândia         | 0–3    | ' Países Baixos' | 10–25 | 10–25 | 18–25 |       |       | 38–75   | 38-75     |
| 20 ago | 20:30 | ' Turquia '       | 3–0    | Ucrânia          | 25–14 | 25–19 | 26–24 |       |       | 76–57   | 76–57     |
| 21 ago | 17:30 | Finlândia         | 1–3    | ' Ucrânia'       | 19–25 | 23–25 | 28–26 | 22–25 |       | 92–101  | 92-101    |
| 21 ago | 20:30 | Romênia           | 0–3    | ' Suécia'        | 21–25 | 17–25 | 16–25 |       |       | 54–75   | 54–75     |
| 22 ago | 17:30 | ' Turquia '       | 3–0    | Suécia           | 31–29 | 25–21 | 25–11 |       |       | 81–61   | 81–61     |
| 22 ago | 20:30 | ' Países Baixos ' | 3–1    | Romênia          | 25–12 | 25–27 | 25–17 | 25–14 |       | 100–70  | 100-70    |
| 23 ago | 17:30 | ' Ucrânia '       | 3–0    | Suécia           | 25–23 | 25–17 | 25–20 |       |       | 75–60   | 75–60     |
| 23 ago | 20:30 | ' Turquia '       | 3–0    | Finlândia        | 25–19 | 25–12 | 25–15 |       |       | 75–46   | 75–46     |
| 24 ago | 17:30 | Países Baixos     | 0–3    | ' Turquia'       | 21–25 | 21–25 | 20–25 |       |       | 62–75   | 62–75     |
| 24 ago | 20:30 | Romênia           | 1–3    | ' Finlândia'     | 25–18 | 22–25 | 22–25 | 22–25 |       | 91–93   | 91–93     |
| 25 ago | 17:30 | Suécia            | 0–3    | ' Países Baixos' | 21–25 | 20–25 | 13–25 |       |       | 54–75   | 54–75     |
| 25 ago | 20:30 | Romênia           | 0–3    | ' Ucrânia'       | 15–25 | 17–25 | 11–25 |       |       | 43–75   | 43–75     |

## Fase final
- Todos os horários de Belgrado obedecem ao Horário do Leste Europeu (UTC+2).
- Todos os horários de Plovdiv obedecem ao Horário do Leste Europeu (UTC+3).

|  | Oitavas-de-final                 | Oitavas-de-final                 |                                  |   | Quartas-de-final | Quartas-de-final |                                  |                                  | Semifinais | Semifinais |  |  | Final | Final |
|  |                                  |                                  |                                  |   |                  |                  |                                  |                                  |            |            |  |  |       |       |
|  | 29 de agosto – Plovdiv, Bulgária |                                  |                                  |   |                  |                  |                                  |                                  |            |            |  |  |       |       |
|  |                                  |                                  |                                  |   |                  |                  |                                  |                                  |            |            |  |  |       |       |
|  | Turquia                          | 3                                |                                  |   |                  |                  |                                  |                                  |            |            |  |  |       |       |
|  | Turquia                          | 3                                | 31 de agosto – Plovdiv, Bulgária |   |                  |                  |                                  |                                  |            |            |  |  |       |       |
|  | Chéquia                          | 1                                |                                  |   |                  |                  |                                  |                                  |            |            |  |  |       |       |
|  | Chéquia                          | 1                                | Turquia                          | 3 |                  |                  |                                  |                                  |            |            |  |  |       |       |
|  | 29 de agosto – Plovdiv, Bulgária |                                  | Turquia                          | 3 |                  |                  |                                  |                                  |            |            |  |  |       |       |
|  |                                  | Polônia                          | 0                                |   |                  |                  |                                  |                                  |            |            |  |  |       |       |
|  | Polônia                          | Polônia                          | 0                                | 3 |                  |                  |                                  |                                  |            |            |  |  |       |       |
|  | Polônia                          |                                  | 3 de setembro – Belgrado, Sérvia | 3 |                  |                  |                                  |                                  |            |            |  |  |       |       |
|  | Ucrânia                          | 1                                |                                  |   |                  |                  |                                  |                                  |            |            |  |  |       |       |
|  | Ucrânia                          | 1                                | Turquia                          | 1 |                  |                  |                                  |                                  |            |            |  |  |       |       |
|  | 29 de agosto – Belgrado, Sérvia  |                                  | Turquia                          | 1 |                  |                  |                                  |                                  |            |            |  |  |       |       |
|  |                                  | Sérvia                           | 3                                |   |                  |                  |                                  |                                  |            |            |  |  |       |       |
|  | Sérvia                           | Sérvia                           | 3                                | 3 |                  |                  |                                  |                                  |            |            |  |  |       |       |
|  | Sérvia                           | 1 de setembro – Belgrado, Sérvia |                                  | 3 |                  |                  |                                  |                                  |            |            |  |  |       |       |
|  | Hungria                          | 0                                |                                  |   |                  |                  |                                  |                                  |            |            |  |  |       |       |
|  | Hungria                          | 0                                | Sérvia                           | 3 |                  |                  |                                  |                                  |            |            |  |  |       |       |
|  | 29 de agosto – Belgrado, Sérvia  |                                  | Sérvia                           | 3 |                  |                  |                                  |                                  |            |            |  |  |       |       |
|  |                                  | França                           | 1                                |   |                  |                  |                                  |                                  |            |            |  |  |       |       |
|  | Croácia                          | França                           | 1                                | 2 |                  |                  |                                  |                                  |            |            |  |  |       |       |
|  | Croácia                          |                                  | 4 de setembro – Belgrado, Sérvia | 2 |                  |                  |                                  |                                  |            |            |  |  |       |       |
|  | França                           | 3                                |                                  |   |                  |                  |                                  |                                  |            |            |  |  |       |       |
|  | França                           | 3                                | Sérvia                           | 1 |                  |                  |                                  |                                  |            |            |  |  |       |       |
|  | 28 de agosto – Plovdiv, Bulgária |                                  | Sérvia                           | 1 |                  |                  |                                  |                                  |            |            |  |  |       |       |
|  |                                  | Itália                           | 3                                |   |                  |                  |                                  |                                  |            |            |  |  |       |       |
|  | Bulgária                         | Itália                           | 3                                | 2 |                  |                  |                                  |                                  |            |            |  |  |       |       |
|  | Bulgária                         | 31 de agosto – Plovdiv, Bulgária |                                  | 2 |                  |                  |                                  |                                  |            |            |  |  |       |       |
|  | Suécia                           | 3                                |                                  |   |                  |                  |                                  |                                  |            |            |  |  |       |       |
|  | Suécia                           | 3                                | Suécia                           | 0 |                  |                  |                                  |                                  |            |            |  |  |       |       |
|  | 28 de agosto – Plovdiv, Bulgária |                                  | Suécia                           | 0 |                  |                  |                                  |                                  |            |            |  |  |       |       |
|  |                                  | Países Baixos                    | 3                                |   |                  |                  |                                  |                                  |            |            |  |  |       |       |
|  | Países Baixos                    | Países Baixos                    | 3                                | 3 |                  |                  |                                  |                                  |            |            |  |  |       |       |
|  | Países Baixos                    |                                  | 3 de setembro – Belgrado, Sérvia | 3 |                  |                  |                                  |                                  |            |            |  |  |       |       |
|  | Alemanha                         | 1                                |                                  |   |                  |                  |                                  |                                  |            |            |  |  |       |       |
|  | Alemanha                         | 1                                | Países Baixos                    | 1 |                  |                  |                                  |                                  |            |            |  |  |       |       |
|  | 30 de agosto – Belgrado, Sérvia  |                                  | Países Baixos                    | 1 |                  |                  |                                  |                                  |            |            |  |  |       |       |
|  |                                  | Itália                           | 3                                |   | Terceiro Lugar   | Terceiro Lugar   |                                  |                                  |            |            |  |  |       |       |
|  | Itália                           | Itália                           | 3                                | 3 | Terceiro Lugar   | Terceiro Lugar   |                                  |                                  |            |            |  |  |       |       |
|  | Itália                           | 1 de setembro – Belgrado, Sérvia | 1 de setembro – Belgrado, Sérvia | 3 |                  |                  | 4 de setembro – Belgrado, Sérvia | 4 de setembro – Belgrado, Sérvia |            |            |  |  |       |       |
|  | Bélgica                          | 1 de setembro – Belgrado, Sérvia | 1 de setembro – Belgrado, Sérvia | 1 |                  |                  | 4 de setembro – Belgrado, Sérvia | 4 de setembro – Belgrado, Sérvia |            |            |  |  |       |       |
|  | Bélgica                          | Itália                           | 3                                | 1 | Turquia          | 3                |                                  |                                  |            |            |  |  |       |       |
|  | 30 de agosto – Belgrado, Sérvia  | Itália                           | 3                                |   | Turquia          | 3                |                                  |                                  |            |            |  |  |       |       |
|  |                                  | Rússia                           | 0                                |   | Países Baixos    | 0                |                                  |                                  |            |            |  |  |       |       |
|  | Rússia                           | Rússia                           | 0                                | 3 | Países Baixos    | 0                |                                  |                                  |            |            |  |  |       |       |
|  | Rússia                           |                                  |                                  | 3 |                  |                  |                                  |                                  |            |            |  |  |       |       |
|  | Bielorrússia                     | 1                                |                                  |   |                  |                  |                                  |                                  |            |            |  |  |       |       |
|  | Bielorrússia                     | 1                                |                                  |   |                  |                  |                                  |                                  |            |            |  |  |       |       |

### Oitavas-de-final
| Data   | Hora  |                   | Placar |              | Set 1 | Set 2 | Set 3 | Set 4 | Set 5 | Total   | Relatório |
| ------ | ----- | ----------------- | ------ | ------------ | ----- | ----- | ----- | ----- | ----- | ------- | --------- |
| 28 ago | 17:30 | ' Países Baixos ' | 3–1    | Alemanha     | 25–22 | 23–25 | 25–19 | 25-23 |       | 98–66   | 98–89     |
| 28 ago | 20:30 | Bulgária          | 2–3    | ' Suécia'    | 25–12 | 21–25 | 22–25 | 25-14 | 17-19 | 110–62  | 110–95    |
| 29 ago | 17:30 | ' Turquia '       | 3–1    | Chéquia      | 25–13 | 22–25 | 25–14 | 25–13 |       | 97–65   | 97–65     |
| 29 ago | 17:00 | Croácia           | 2–3    | ' França'    | 25–16 | 21–25 | 25–22 | 22–25 | 12–15 | 105–103 | 105–103   |
| 29 ago | 20:30 | ' Polônia '       | 3–1    | Ucrânia      | 21–25 | 25–21 | 25–22 | 25–17 |       | 96–85   | 96–85     |
| 29 ago | 20:00 | ' Sérvia '        | 3–0    | Hungria      | 25–20 | 25–19 | 25–17 |       |       | 75–56   | 75–56     |
| 30 ago | 17:00 | ' Itália '        | 3–1    | Bélgica      | 25–14 | 23–25 | 25–17 | 25–12 |       | 98–68   | 98–68     |
| 30 ago | 20:00 | ' Rússia '        | 3–1    | Bielorrússia | 27–25 | 25–20 | 19–25 | 25–23 |       | 96–93   | 96–93     |

### Quartas-de-final
| Data   | Hora  |             | Placar |                  | Set 1 | Set 2 | Set 3 | Set 4 | Set 5 | Total | Relatório |
| ------ | ----- | ----------- | ------ | ---------------- | ----- | ----- | ----- | ----- | ----- | ----- | --------- |
| 31 ago | 17:30 | Suécia      | 0–3    | ' Países Baixos' | 25–27 | 16–25 | 19–25 |       |       | 60–77 | 61–77     |
| 31 ago | 20:30 | ' Turquia ' | 3–0    | Polônia          | 25–18 | 25–14 | 25–23 |       |       | 75–55 | 75–55     |
| 1 set  | 17:00 | ' Itália    | 3–0    | Rússia           | 25–20 | 25–8  | 25–15 |       |       | 75–43 | 75–43     |
| 1 set  | 20:00 | ' Sérvia '  | 3–1    | França           | 22–25 | 25–18 | 25–7  | 25–20 |       | 97–70 | 97–70     |

### Semifinais
| Data  | Hora  |               | Placar |           | Set 1 | Set 2 | Set 3 | Set 4 | Set 5 | Total  | Relatório |
| ----- | ----- | ------------- | ------ | --------- | ----- | ----- | ----- | ----- | ----- | ------ | --------- |
| 3 set | 17:00 | Turquia       | 1–3    | ' Sérvia' | 34–32 | 26–28 | 23–25 | 13–25 |       | 96–110 | 96–110    |
| 3 set | 20:00 | Países Baixos | 1–3    | ' Itália' | 19–25 | 17–25 | 25–16 | 18–25 |       | 79–91  | 79–91     |

### Terceiro lugar
| Data  | Hora  |            | Placar |               | Set 1 | Set 2 | Set 3 | Set 4 | Set 5 | Total | Relatório |
| ----- | ----- | ---------- | ------ | ------------- | ----- | ----- | ----- | ----- | ----- | ----- | --------- |
| 4 set | 17:00 | ' Turquia' | 3–0    | Países Baixos | 25–20 | 25–19 | 25–23 |       |       | 75–62 | 75–62     |

### Final
| Data  | Hora  |        | Placar |           | Set 1 | Set 2 | Set 3 | Set 4 | Set 5 | Total | Relatório |
| ----- | ----- | ------ | ------ | --------- | ----- | ----- | ----- | ----- | ----- | ----- | --------- |
| 4 set | 20:00 | Sérvia | 1–3    | ' Itália' | 26–24 | 22–25 | 19–25 | 11-25 |       | 78–74 | 78–99     |

## Classificação Final
| Colocação | Time                 |
| --------- | -------------------- |
| 1         | Itália               |
| 2         | Sérvia               |
| 3         | Turquia              |
| 4         | Países Baixos        |
| 5         | França               |
| 6         | Suécia               |
| 7         | Polônia              |
| 8         | Rússia               |
| 9         | Bulgária             |
| 10        | Croácia              |
| 11        | Bielorrússia         |
| 12        | Alemanha             |
| 13        | Ucrânia              |
| 14        | Bélgica              |
| 15        | Chéquia              |
| 16        | Hungria              |
| 17        | Eslováquia           |
| 18        | Finlândia            |
| 19        | Bósnia e Herzegovina |
| 20        | Suíça                |
| 21        | Espanha              |
| 22        | Grécia               |
| 23        | Romênia              |
| 24        | Azerbaijão           |

|  | Qualificado para o Campeonato Mundial de Voleibol Feminino de 2022 |

## Prêmios individuais
A seleção do campeonato foi composta pelas seguintes jogadoras de acordo com o voto público através do site oficial da CEV:
- MVP (Most Valuable Player):  Paola Egonu